# Ortsvektor

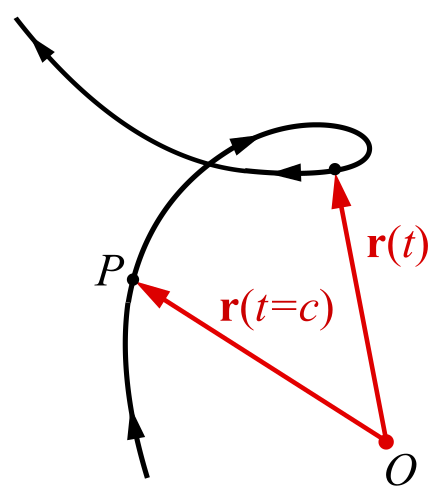
En kurvlinje i tre dimensioner. Ortsvektorn r är parametriserad med parametern t

En ortsvektor är en vektor som representerar en punkt P i förhållande till en godtycklig punkt O i ett givet koordinatsystem. En ortsvektor betecknas vanligen med x, r, s och svarar mot en rät linje mellan punkterna O och P, varför beteckningen 
{\displaystyle {\overrightarrow {OP}}}
också är vanlig. Ortsvektorer brukar användas inom mekanik, datorgrafik och ibland inom vektoranalys.
I tre dimensioner kan varje uppsättning av tredimensionella koordinater användas för att beskriva en punkts läge. En parametriserad ortsvektor r(t) kan till exempel skrivas som
{\displaystyle {\begin{aligned}\mathbf {r} (t)&\equiv \mathbf {r} \left(x,y,z\right)\equiv x(t)\mathbf {\hat {e}} _{x}+y(t)\mathbf {\hat {e}} _{y}+z(t)\mathbf {\hat {e}} _{z}\\&\equiv \mathbf {r} \left(r,\theta ,\phi \right)\equiv r(t)\mathbf {\hat {e}} _{r}(\theta (t),\phi (t))\\&\equiv \mathbf {r} \left(r,\theta ,z\right)\equiv r(t)\mathbf {\hat {e}} _{r}(\theta (t))+z(t)\mathbf {\hat {e}} _{z}\\&\,\!\cdots \\\end{aligned}}}